# Кадифе: Новата империя
Кадифе: Новата империя (на испански: Velvet: El nuevo imperio) е американски драматичен сериал, режисиран от Дани Гавидия, Мигел Варони и Рикардо Шварц и продуциран от Елисабет Суарес за Телемундо. Версията, разработена от Сандра Веласко, е базирана на испарския сериал от 2014 г. Кадифе, създаден от Рамон Кампос и Хема Р. Нейра.
В главните роли са Саманта Сикейрос, Йон Гонсалес, Данило Карера и Каролина Миранда.

## Актьори
- Саманта Сикейрос – Ана Веласкес
  - Камила Нуниес – Ана (млада)
- Йон Гонсалес – Алберто Маркес
- Данило Карера – Карлос Аристисабъл
- Каролина Миранда – Кристина Отеги
- Шантал Андере – Бланка Моралес
- Умберто Сурита – Бенхамин Маркес
- Итати Канторал – Исабел Хуарес
- Даниела Наваро – Клара Ернандес
- Айлин Мухика – Глория Оливера де Маркес
- Освалдо де Леон – Матео Андраде
- Соня Смит – Пилар Маркес
- Карлос Понсе – Естебан Маркес
- Хорхе Аравена – Херардо Отеги
- Лусиано Д'Алесандро – Раул де ла Рива
- Кандела Маркес – Маргарита Ернандес
- Джейми Осорио – Луиса Ортис
- София Арагон – Барбара Отеги
- Джош Гутиерес – Енрике Отеги
- Габи Борхес – Валерия Маркес
- Бернардо Флорес – Рики Лопес
- Саит Соса – Педро Лопес

## Премиера
Премиерата на сериала е на 19 май 2025 г. по Телемундо.

## Продукция

### Разработване
На 20 ноември 2024 г. е обявено, че Телемундо е придобил правата за съвременна адаптация на испанския телевизионен сериал Кадифе. Записите започват на 24 февруари 2025 г. Същия ден е съобщено заглавието на сериала.

### Кастинг
На 22 януари 2025 г. е обявено, че Саманта Сикейрос и Йон Гонсалес ще изпълняват главните роли, а Данило Карера – отрицателния герой. На 24 февруари 2025 г. останалата част от актьорския състав е обявена, включително Каролина Миранда, Шантал Андере и Умберто Сурита.